# تاکهیتو شیگهارا
تاکهیتو شیگهارا (انگلیسی: Takehito Shigehara؛ زادهٔ ۶ اکتبر ۱۹۸۱) بازیکن فوتبال اهل ژاپن است.
از باشگاه‌هایی که در آن بازی کرده‌است می‌توان به باشگاه فوتبال ویسل کوبه، باشگاه فوتبال کاوازاکی فرونتال، و باشگاه فوتبال کاشیوا ریسول، باشگاه فوتبال سانفریس هیروشیما، باشگاه فوتبال کاوازاکی فرونتال، و باشگاه فوتبال کاشیوا ریسول اشاره کرد.